# علی‌محمد آدابی
علی‌محمّد آدابی (۱۳۴۹، تهران) رئیس پیشین سازمان نظام پرستاری (از ۱۳۹۴ تا ۱۳۹۷)، معاون فناوری و تحقیقات پردیس بین‌الملل دانشگاه علوم پزشکی شهید صدوقی یزد (شهریور ۱۳۸۹ تا کنون) است.
آدابی را به عنوان مدرس کارگاه‌های نظم و انضباط محیطی در ادارات و دستگاه‌های اجرایی یزد می‌شناسند و پایان‌نامه‌های کارشناسی ارشد و دکتری وی نیز در زمینه ساختارهای بیمارستانی مکانیک و ارگانیک آن، بیمارستان‌های بدون دیوار با تأکید بر نقش و جایگاه پرستار در حلقه اسکرینینگ و مراقبت در منزل بوده‌است.
او از تاریخ ۱۳۷۸ تا ۱۳۸۹ مدیر بیمارستان شهید صدوقی یزد بود و اکنون معاون فناوری و تحقیقات پردیس بین‌الملل دانشگاه علوم پزشکی شهید صدوقی یزد (شهریور ۱۳۸۹ تا کنون) است.

## تحصیلات
- سال ۱۳۷۴: دریافت کارشناسی پرستاری از دانشکده پرستاری شهید صدوقی یزد.
- سال ۱۳۷۸: دریافت کارشناسی ارشد مدیریت خدمات بهداشتی درمانی از واحد علوم و تحقیقات تهران.
- سال ۱۳۸۷: دریافت دکتری مدیریت خدمات بهداشتی درمانی از واحد علوم و تحقیقات تهران.

## خلاصه‌ای از سوابق حرفه‌ای
- استاد دانشگاه
- مسئول امور کنگره‌ها و سمینارها
- مدیر بیمارستان شهید صدوقی یزد
- معاون فناوری و تحقیقات پردیس بین‌الملل دانشگاه علوم پزشکی شهید صدوقی یزد